# Сесси
Сесси́ (фр. Cessy) — коммуна во Франции, находится в регионе Рона — Альпы. Департамент — Эн. Входит в состав кантона Жекс. Округ коммуны — Жекс.
Код INSEE коммуны — 01071.

## География
Коммуна расположена приблизительно в 400 км к юго-востоку от Парижа, в 115 км северо-восточнее Лиона, в 70 км к востоку от Бурк-ан-Бреса.
По территории коммуны протекает небольшая река Удар (фр. Oudar), приток реки Версуа.

## Климат
Климат полуконтинентальный с холодной зимой и тёплым летом. Дожди бывают нечасто, в основном летом.

## Население
Население коммуны на 2010 год составляло 3992 человека.
| 1962 | 1968 | 1975 | 1982 | 1990 | 1999 | 2010 |
| ---- | ---- | ---- | ---- | ---- | ---- | ---- |
| 423  | 509  | 770  | 1068 | 1763 | 2287 | 3992 |

## Администрация
| Период | Период | Фамилия       | Партия        | Примечания |
| ------ | ------ | ------------- | ------------- | ---------- |
| 1971   | 2008   | Жюль Эмери    |               |            |
| 2008   | 2014   | Кристоф Бувье | Разные правые |            |

## Экономика
В 2010 году среди 2739 человек трудоспособного возраста (15—64 лет) 2215 были экономически активными, 524 — неактивными (показатель активности — 80,9 %, в 1999 году было 75,1 %). Из 2215 активных жителей работали 2056 человек (1080 мужчин и 976 женщин), безработных было 159 (77 мужчин и 82 женщины). Среди 524 неактивных 235 человек были учениками или студентами, 107 — пенсионерами, 182 были неактивными по другим причинам.

## Города-побратимы
- Дален (Германия, с 1998)

## Фотогалерея

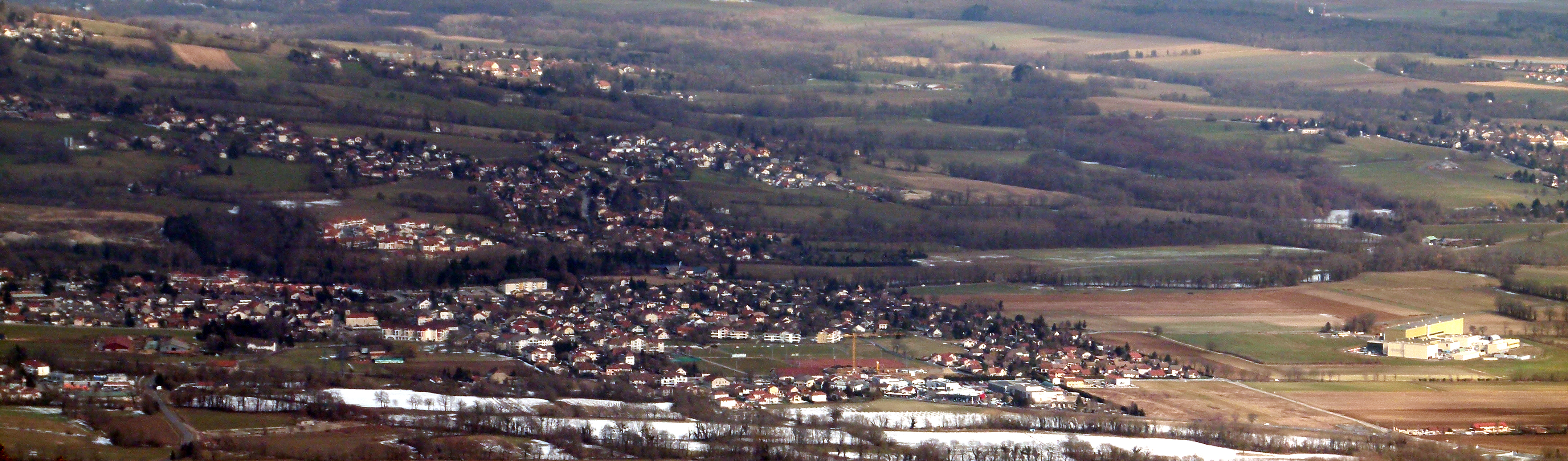
Сесси
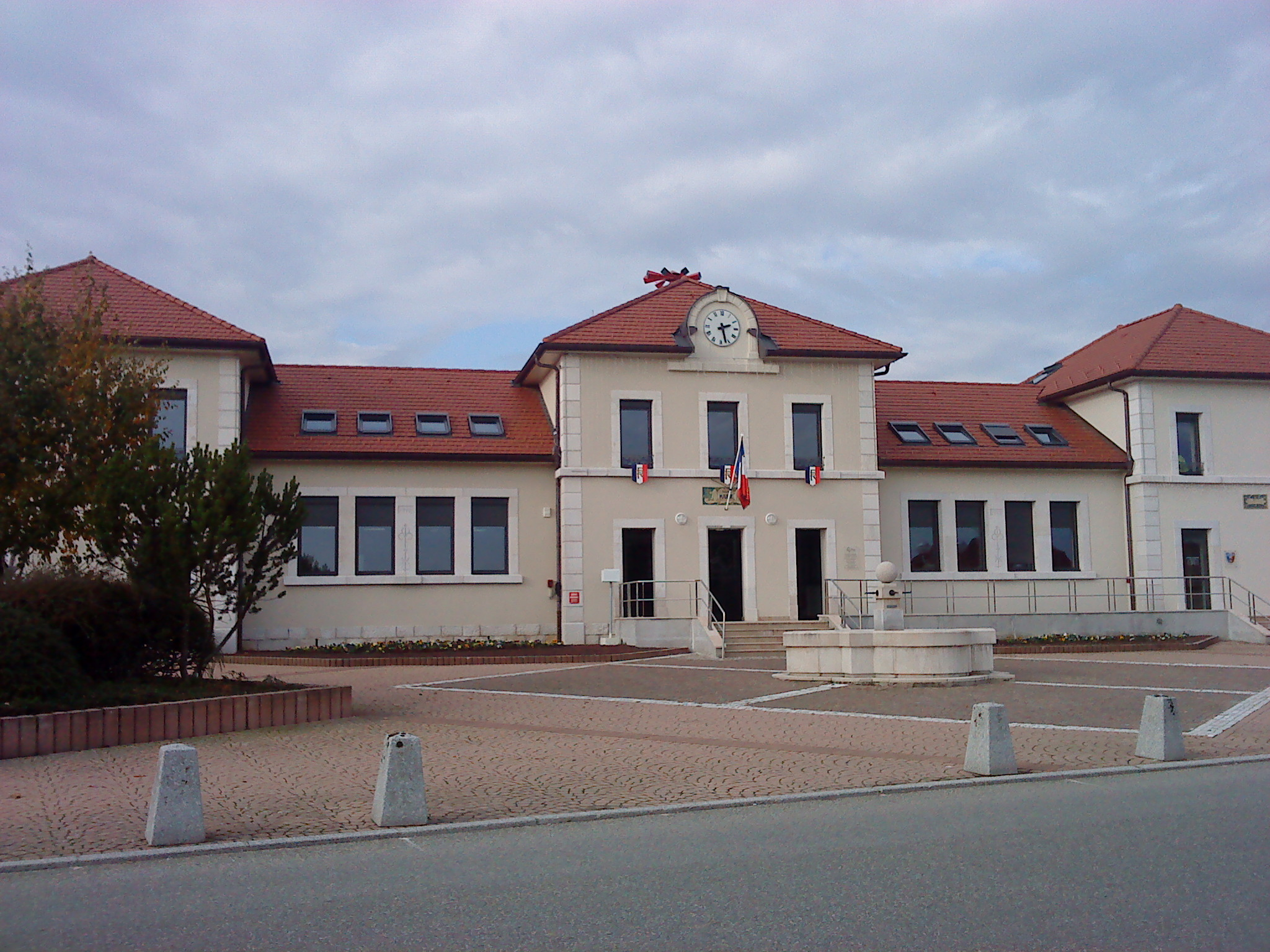
Мэрия
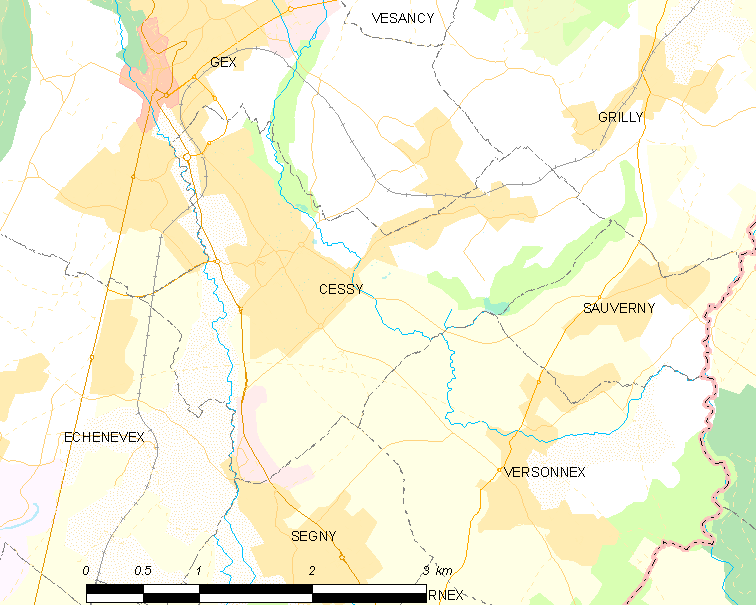
Карта коммуны